# Julius Asbach
Julius Asbach (* 24. August 1854 in Oberdollendorf; † 5. Februar 1908 in Düsseldorf) war ein deutscher Geschichtslehrer und Historiker.

## Leben
Nach dem Abitur 1874 studierte er an der Universität Bonn Philologie und Geschichte, wurde 1878 promoviert und bestand im Juli 1879 die Staatsprüfung. Nach fünfjähriger kommissarischer Beschäftigung an einem Gymnasium in Bonn wurde er 1885 als ordentlicher Lehrer am städtischen Realgymnasium zu Köln definitiv angestellt und 1887 an das Gymnasium zu Bonn zurückberufen. 1889 trat er eine Stelle als Rektor des Progymnasiums in Prüm an. Julius Asbach übernahm 1899 die Stelle des Gymnasialdirektors am Königlichen Hohenzollern-Gymnasium in Düsseldorf.
Er publizierte überwiegend Schriften für den Schulgebrauch.

## Schriften (Auswahl)
- Analecta historica et epigraphica latina. Dissertation, Bonn 1878.
- Geschichtstabellen zum Auswendiglernen. 16. und 17. Auflage, Arnoldi, Leipzig 1885–1888.
- Die Geschichte des Altertums in abgerundeten Gemälden. 2 Bände, Dumont, Köln 1888.
- Römisches Kaisertum und Verfassung bis auf Traian. Eine historische Einleitung zu den Schriften des P. Cornelius Tacitus. Dumont, Köln 1896.
- Die Napoleonische Universität in Düsseldorf (1812/13). Voss, Düsseldorf 1899 (Digitalisat).
- Zur Geschichte und Kultur der römischen Rheinlande. Weidmann, Berlin 1902.
- Ludwig Freiherr Roth von Schreckenstein. Ein Lebensabriss. Mit drei Bildnissen, der Nachbildung eines Briefes des Prinzen von Preußen, des Generals von Schreckenstein und mehreren Beilagen. Dumont, Köln 1907.